# Rossa Ruad
Rossa Ruad („Czerwony”) – legendarny królewicz Ulsteru z dynastii Milezjan (linia Ira, syna Mileda). Syn Rudraige’a I Mora mac Sithrige, króla Ulsteru i zwierzchniego króla Irlandii.
Informacje o nim czerpiemy ze średniowiecznej irlandzkiej legendy i historycznej tradycji. Błędnie podawano, że był żonaty z Magą, córką Aengusa Oga, oraz miał z nią syna Fachtnę Fathacha. Właściwym jego ojcem był Cas, brat Rossy, zaś Maga miała męża druida Cathbada, któremu urodziła trzy córki i syna. 
Rossa miał żonę Roich, w dziesiątym stopniu potomkini Eochaida IV Apthacha, zwierzchniego króla Irlandii z milezjańskiej linii Itha, stryja Mileda. Ta urodziła mu dwóch synów:
- Sualtam mac Roich, żonaty z Deichtine, córką druida Cathbada, syna Congala I Clairingnecha, króla Ulsteru i zwierzchniego króla Irlandii
- Fergus II mac Roich (Mor), przyszły król Ulsteru

Rossa miał także innych dwóch synów:
- Glas, miał syna:
  - Fir Filed (Fir Iled), miał dwóch synów:
    - Aengus Belderg
    - Fothaid, miał syna:
      - Cuthechair (Uthechair), miał trzech synów:
        - Celtchair, legendarny bohater Ulsteru
        - Glasne
        - Menn
- Bac